# Trophée Dudley-« Red »-Garrett
Le trophée Dudley-« Red »-Garrett, baptisé en l'honneur de Dudley Garrett, jeune joueur de hockey sur glace qui donna sa vie au cours de la Seconde Guerre mondiale, est attribué annuellement au joueur recrue de la saison de la Ligue américaine de hockey.
Le trophée a été remis pour la première fois en 1948.

## Liste des vainqueurs
| Saison    | Joueur                          | Équipe                                                |
| --------- | ------------------------------- | ----------------------------------------------------- |
| 1947-1948 | Bob Solinger                    | Barons de Cleveland                                   |
| 1948-1949 | Terry Sawchuk                   | Capitals d'Indianapolis                               |
| 1949-1950 | Paul Meger                      | Bisons de Buffalo                                     |
| 1950-1951 | Wally Hergesheimer              | Barons de Cleveland                                   |
| 1951-1952 | Earl Reibel                     | Capitals d'Indianapolis                               |
| 1952-1953 | Guyle Fielder                   | Flyers de Saint-Louis                                 |
| 1953-1954 | Don Marshall                    | Bisons de Buffalo                                     |
| 1954-1955 | Jim Anderson                    | Indians de Springfield                                |
| 1955-1956 | Bruce Cline                     | Reds de Providence                                    |
| 1956-1957 | Bo Elik                         | Barons de Cleveland                                   |
| 1957-1958 | Bill Sweeney                    | Reds de Providence                                    |
| 1958-1959 | Bill Hicke                      | Americans de Rochester                                |
| 1959-1960 | Stan Baluik                     | Reds de Providence                                    |
| 1960-1961 | Chico Maki                      | Bisons de Buffalo                                     |
| 1961-1962 | Les Binkley                     | Barons de Cleveland                                   |
| 1962-1963 | Doug Robinson                   | Bisons de Buffalo                                     |
| 1963-1964 | Roger Crozier                   | Hornets de Pittsburgh                                 |
| 1964-1965 | Ray Cullen                      | Bisons de Buffalo                                     |
| 1965-1966 | Mike Walton                     | Americans de Rochester                                |
| 1966-1967 | Bob Rivard                      | As de Québec                                          |
| 1967-1968 | Gerry Desjardins                | Barons de Cleveland                                   |
| 1968-1969 | Ron Ward                        | Americans de Rochester                                |
| 1969-1970 | Jude Drouin                     | Voyageurs de Montréal                                 |
| 1970-1971 | Fred Speck                      | Clippers de Baltimore                                 |
| 1971-1972 | Terry Caffery                   | Barons de Cleveland                                   |
| 1972-1973 | Ron Anderson                    | Braves de Boston                                      |
| 1973-1974 | Rick Middleton                  | Reds de Providence                                    |
| 1974-1975 | Jerry Holland                   | Reds de Providence                                    |
| 1975-1976 | Greg Holst et Pierre Mondou     | Reds de Providence et Voyageurs de la Nouvelle-Écosse |
| 1976-1977 | Rod Schutt                      | Voyageurs de la Nouvelle-Écosse                       |
| 1977-1978 | Normand Dupont                  | Voyageurs de la Nouvelle-Écosse                       |
| 1978-1979 | Mike Meeker                     | Dusters de Broome                                     |
| 1979-1980 | Darryl Sutter                   | Hawks du Nouveau-Brunswick                            |
| 1980-1981 | Pelle Lindbergh                 | Mariners du Maine                                     |
| 1981-1982 | Bob Sullivan                    | Whalers de Binghamton                                 |
| 1982-1983 | Mitch Lamoureux                 | Skipjacks de Baltimore                                |
| 1983-1984 | Claude Verret                   | Americans de Rochester                                |
| 1984-1985 | Steve Thomas                    | Saints de Saint Catharines                            |
| 1985-1986 | Ron Hextall                     | Bears de Hershey                                      |
| 1986-1987 | Brett Hull                      | Golden Flames de Moncton                              |
| 1987-1988 | Mike Richard                    | Whalers de Binghamton                                 |
| 1988-1989 | Stephan Lebeau                  | Canadiens de Sherbrooke                               |
| 1989-1990 | Donald Audette                  | Americans de Rochester                                |
| 1990-1991 | Patrick Lebeau                  | Canadiens de Fredericton                              |
| 1991-1992 | Félix Potvin                    | Maple Leafs de Saint-Jean                             |
| 1992-1993 | Corey Hirsch                    | Rangers de Binghamton                                 |
| 1993-1994 | René Corbet                     | Aces de Cornwall                                      |
| 1994-1995 | Jim Carey                       | Pirates de Portland                                   |
| 1995-1996 | Darcy Tucker                    | Canadiens de Fredericton                              |
| 1996-1997 | Jaroslav Svejkovsky             | Pirates de Portland                                   |
| 1997-1998 | Daniel Brière                   | Falcons de Springfield                                |
| 1998-1999 | Shane Willis                    | Beast de New Haven                                    |
| 1999-2000 | Mika Noronen                    | Americans de Rochester                                |
| 2000-2001 | Ryan Kraft                      | Thoroughblades du Kentucky                            |
| 2001-2002 | Tyler Arnason                   | Admirals de Norfolk                                   |
| 2002-2003 | Darren Haydar                   | Admirals de Milwaukee                                 |
| 2003-2004 | Wade Dubielewicz                | Sound Tigers de Bridgeport                            |
| 2004-2005 | Rene Bourque                    | Admirals de Norfolk                                   |
| 2005-2006 | Patrick O'Sullivan              | Aeros de Houston                                      |
| 2006-2007 | Brett Sterling                  | Wolves de Chicago                                     |
| 2007-2008 | Teddy Purcell                   | Monarchs de Manchester                                |
| 2008-2009 | Nathan Gerbe                    | Pirates de Portland                                   |
| 2009-2010 | Tyler Ennis                     | Pirates de Portland                                   |
| 2010-2011 | Luke Adam                       | Pirates de Portland                                   |
| 2011–2012 | Cory Conacher                   | Admirals de Norfolk                                   |
| 2012–2013 | Tyler Toffoli                   | Monarchs de Manchester                                |
| 2013–2014 | Curtis McKenzie                 | Stars du Texas                                        |
| 2014-2015 | Matt Murray                     | Penguins de Wilkes-Barre/Scranton                     |
| 2015-2016 | Mikko Rantanen et Frank Vatrano | Rampage de San Antonio et Bruins de Providence        |
| 2016–2017 | Danny O'Regan                   | Barracuda de San José                                 |
| 2017-2018 | Mason Appleton                  | Moose du Manitoba                                     |
| 2018-2019 | Alex Barré-Boulet               | Crunch de Syracuse                                    |
| 2019-2020 | Josh Norris                     | Senators de Belleville                                |
| 2020-2021 | Riley Damiani                   | Stars du Texas                                        |
| 2021-2022 | Jack Quinn                      | Americans de Rochester                                |
| 2022-2023 | Tye Kartye                      | Firebirds de Coachella Valley                         |
| 2023-2024 | Logan Stankoven                 | Stars du Texas                                        |